# Boltiere
Boltiere es una localidad y comune italiana de la provincia de Bérgamo, región de Lombardía, con 5.624 habitantes.

## Evolución demográfica
| Gráfica de evolución demográfica de Boltiere entre 1861 y 2001 |
|                                                                |
| Fuente ISTAT - elaboración gráfica de Wikipedia                |

## Monumentos

### Iglesia de San Jorge martyr
La iglesia parroquial, dedicada a San Jorge martyr, fue construida según la tradición por el rey lombardo Cunipert después de una batalla victoriosa. Sin embargo, se sabe que fue consagrada en 1292 por el obispo de Bérgamo y ampliada varias veces en los años siguientes. La reconstrucción se remonta a 1830. Los frescos de la cúpula fueron realizados por los pintores Abramo Spinelli, Guglielmo Guglielmini y Domenico Zappettini en 1909.

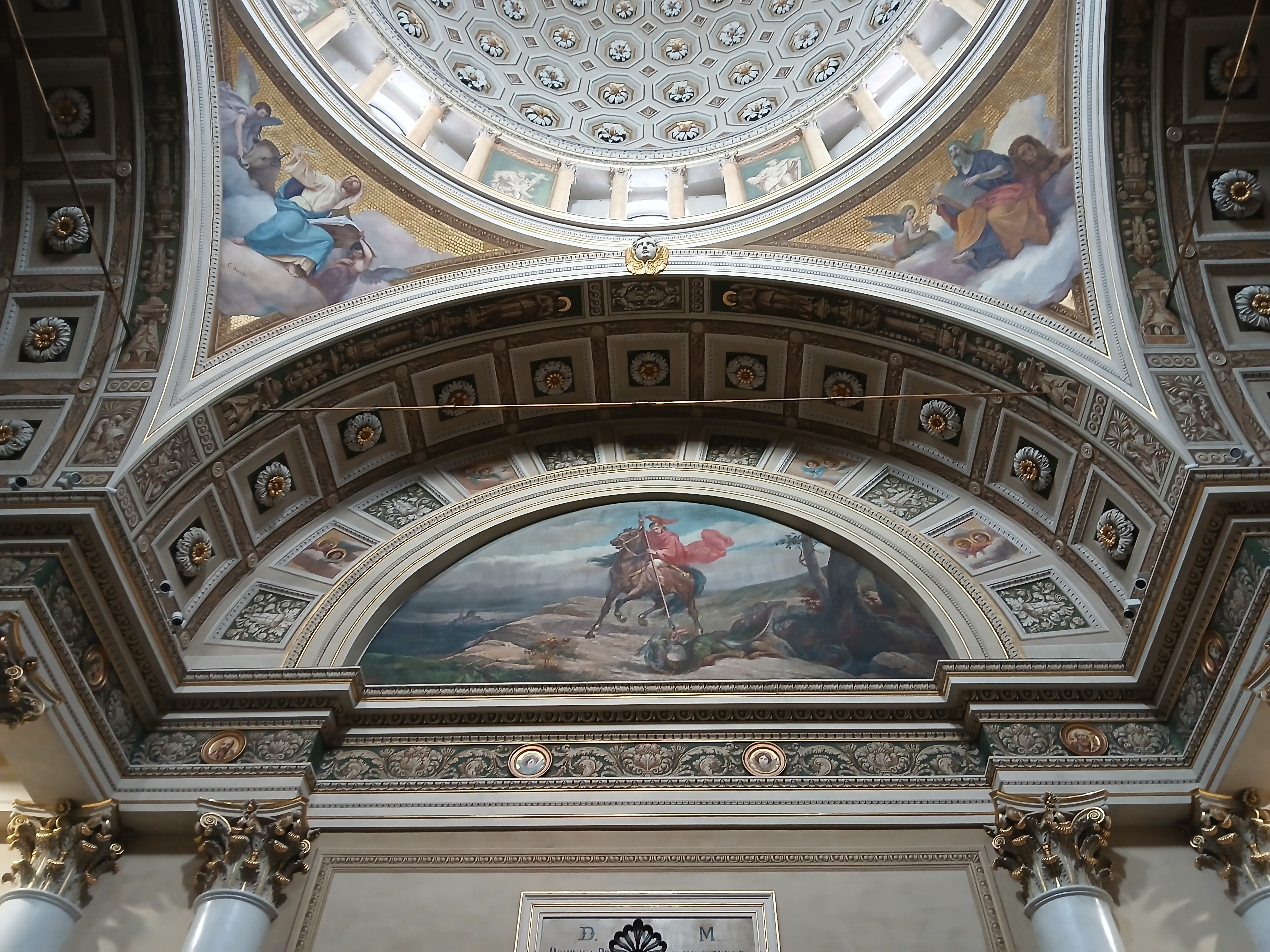
Abramo Spinelli. Fresco de la Iglesia de San Jorge martyr (1909)

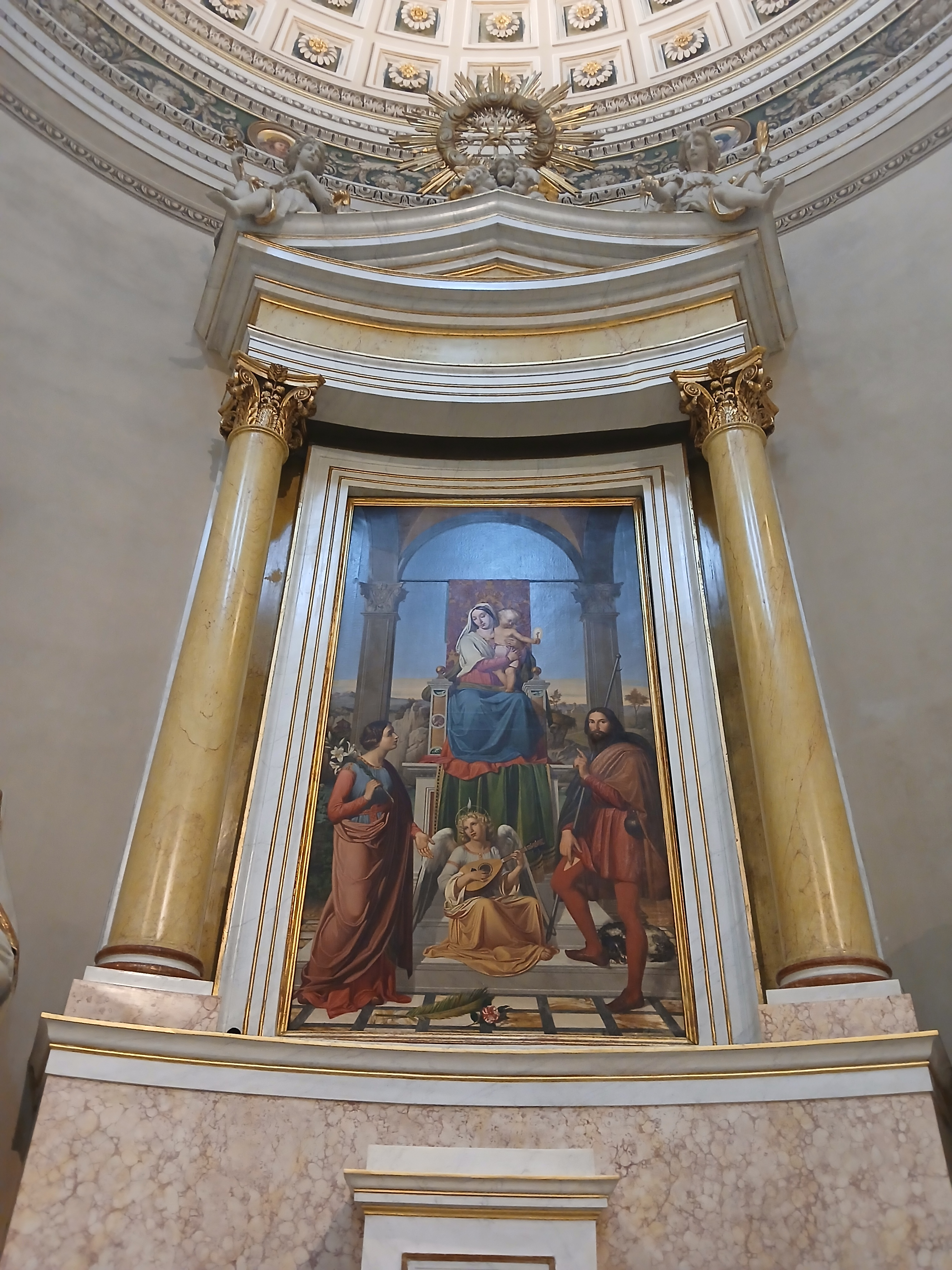
Giuseppe Martinengo. Virgen con el niiño Jesús y Santos (1857)

### Iglesia de Nuestra Señora de Lourdes
Originalmente estuvo dedicada a San José. Está situada junto a la iglesia parroquial y data de finales del siglo XIX.

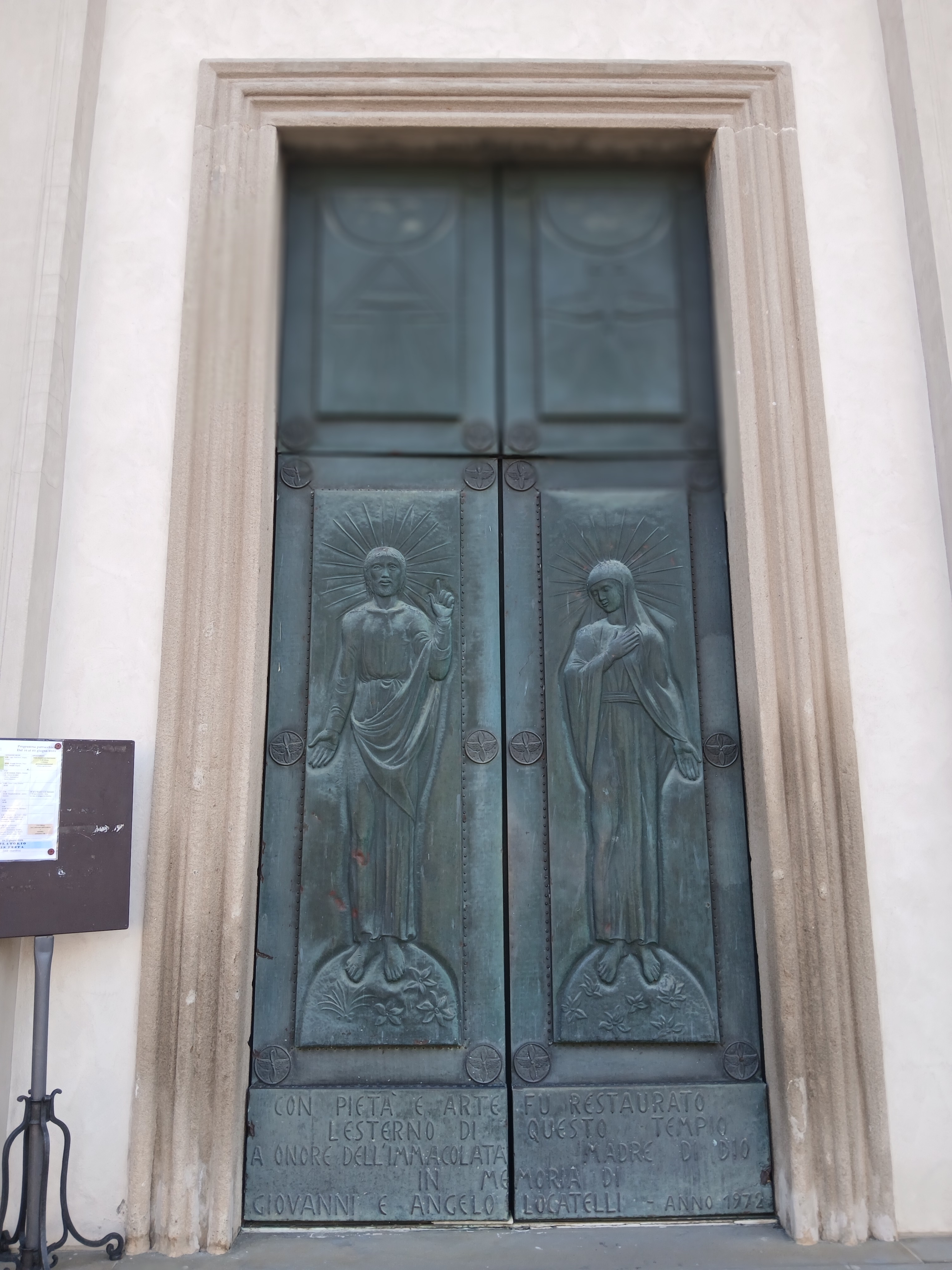
Puerta de la iglesia de Nuestra Señora de Lourdes

### Torre del acueducto
La torre del antiguo acueducto (1932), ejemplo de arqueología industrial, ba sido transformado en un monumento a los caídos en guerra.

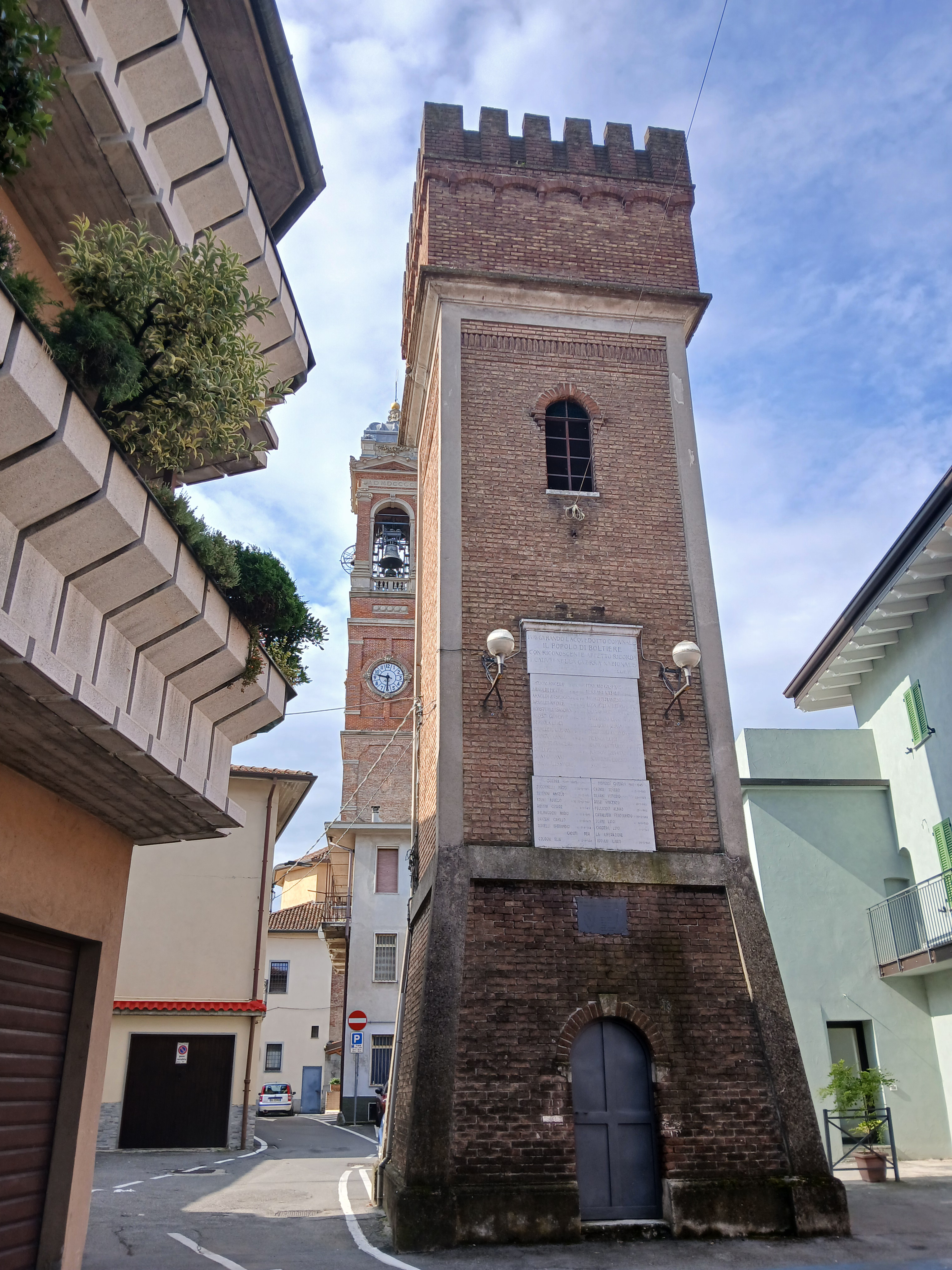
Torre del acueducto